# ماتئو گاسپری
ماتئو گاسپری (انگلیسی: Matteo Gasperi؛ زادهٔ ۱۷ ژوئیهٔ ۱۹۹۷) بازیکن فوتبال است.
از باشگاه‌هایی که در آن بازی کرده‌است می‌توان به باشگاه فوتبال چزنا اشاره کرد.